# Grammia persephone
Grammia persephone är en fjärilsart som beskrevs av Augustus Radcliffe Grote 1864. Grammia persephone ingår i släktet Grammia och familjen björnspinnare. Inga underarter finns listade i Catalogue of Life.